# Бедняково
Бедняково — деревня в Можайском районе Московской области, в составе сельского поселения Замошинское. Численность постоянного населения по Всероссийской переписи 2010 года — 4 человека. До 2006 года Бедняково входило в состав Замошинского сельского округа.
Деревня расположена на западе района, примерно в 7 км к югу от Уваровки и в 1 км южнее автотрассы М1 Беларусь, у истока речки Верзенька (левый приток реки Протва), высота над уровнем моря 243 м. Ближайшие населённые пункты — Цуканово на севере, Бурцево на юго-западе, Вишенки и Горки южнее и Храброво на юго-востоке, все, примерно, в 1 километре.